# کاکاماخی (لواشینسکی)
کاکاماخی (به لاتین: Kakamakhi) یک منطقهٔ مسکونی در روسیه است که در شهرستان لواشینسکی واقع شده‌است.